# Synectique
 (décembre 2012).
Si vous disposez d'ouvrages ou d'articles de référence ou si vous connaissez des sites web de qualité traitant du thème abordé ici, merci de compléter l'article en donnant les références utiles à sa vérifiabilité et en les liant à la section « Notes et références ».
La synectique est une technique de résolution de problèmes et de créativité mise au point en 1944 par George M. Prince (en) et William J.J. Gordon (en) à la suite de travaux initiés par Arthur D. Little au début du XXe siècle pour le développement de son entreprise de conseil en management.
Cette méthode consiste à transposer consciemment un problème du champ d'application de départ dans un champ d'application radicalement différent, permettant ainsi de favoriser la créativité des personnes impliquées dans ce processus de réflexion.
Par un jeu de mise en situation et de transposition, cette technique permet d'aboutir à des solutions inattendues, créatives, innovantes pour un problème donné.
Pour activité les processus de créativité la synectique utilise 5 types d'analogie : directe, personnelle, contraire, symbolique et fantastique.